# عبد اللطيف بلطية
عبد اللطيف بلطية (27 مايو 1927 - 24 ديسمبر 1993) وزير القوى العاملة سابقا وسياسي مصري.

## حياته
ولد عبد اللطيف مليجي بلطية بقرية مسجد وصيف مركز زفتى محافظة الغربية في 27 مايو عام 1924، وكان والده مزارعًا، التحق بالتعليم الأولي بمدرسة القرية، ثم التحق بمدرسة كشك الثانوية بمركز زفتى، وهناك أصبح له نشاط سياسي، حيث أصبح أحد القيادات الطلابية التي كانت تناهض الاحتلال الإنجليزي، وبعد حصوله على الثانوية التحق بكلية التجارة جامعة عين شمس.

## مسيرته
بعد تخرج عبد اللطيف من الجامعة عمل بإحدى شركات التأمين الكبرى بالقاهرة في عام 1954، وهنا بدأ نشاطه النقابي، حيث انتخب في اللجنة النقابية لهذه الشركة، ومع بداية الستينيات أصبح رئيس النقابة العامة للعاملين بالتأمين، ثم أصبح سكرتير عام اتحاد عمال مصر، وقد تولى رئاسة الاتحاد في الفترة من ديسمبر 1969 إلى أغسطس 1971.
وفي بداية السبعينيات أصبح أمينًا عامًا للاتحاد الدولي للعمال العرب، واستمر في هذا المنصب حتى عام 1979 حين قدم استقالته في الاجتماع العام للاتحاد بالجزائر عقب الهجوم الشديد من الحاضرين على مصر بسبب توقيع مصر اتفاقية السلام مع الكيان الصهيوني، وعقب استقالته انتقل مقر الاتحاد من مصر إلى سوريا.
نشاطه السياسي:
بدأ عبد اللطيف نشاطه السياسي عندما كان طالبًا بالمرحلة الثانوية، من خلال تزعمه للمظاهرات الطلابية التي تندد بالاحتلال الإنجليزي لمصر، وقد ألقي القبض عليه عدة مرات، وعندما سلك طريق العمل النقابي بدأ نشاطه السياسي يزداد، في وقت كان للنقابات العمالية مكانة كبيرة ودور مهم النشاط السياسي بمصر.
وقد انتخب نائبًا بمجلس الأمة (مجلس النواب) عن دائرة قصر النيل في عام 1964، وقد انتخب مرة أخرى عضوًا بمجلس الأمة عن دائرة حلوان عام 1968، وأصبح في هذه الدورة وكيلاً لمجلس الأمة عن العمال، وكان في نفس الوقت (الستينيات) يتولى منصب الأمين العام المساعد للاتحاد الاشتراكي عن محافظة القاهرة.
وزيرًا:
أصبح عبد اللطيف بلطية لأول مرة وزيرًا للقوى العاملة والتدريب في وزارة الدكتور محمود فوزي بداية من نوفمبر 1970 حتى يناير 1972. ثم تولاها مرة أخرى في وزارة ممدوح سالم بداية من أبريل 1975 حتى أكتوبر 1977.
مناصب أخرى:
شغل عبد اللطيف بلطية بعد استقالته من رئاسة الاتحاد الدولي للعمال العرب عدة مناصب منها العمل بالاتحاد العربي التجاري للمناطق الحرة في عام 1979، وعضو مجلس إدارة منظمة العمل الدولية، ونائب رئيس اتحاد عمال أفريقيا، وكذلك عضو بالمجالس القومية المتخصصة تحت رئاسة الدكتور عبد القادر حاتم.
كما أصبح أمين عام المجلس الشعبي لمحافظة القاهرة 1981، ورئيس المجلس أعوام 1981 و 1983 و 1986.

## وفاته
اعتزل عبد اللطيف بلطية العمل السياسي في أواخر حياته حتى توفي في عام 1993، بعد حياة حافلة بالدفاع عن حقوق العمال والنشاط السياسي.